# Litsea taronensis
Litsea taronensis är en lagerväxtart som beskrevs av Hsi Wen Li. Litsea taronensis ingår i släktet Litsea och familjen lagerväxter. Inga underarter finns listade i Catalogue of Life.